# San José de la Estrella (métro de Santiago)
San José de la Estrella est une station de la ligne 4 du métro de Santiago, dans le commune de La Florida.

## La station
La station est ouverte depuis 2009.